# Нижегородская ГРЭС
Нижегородская ГРЭС (им. А. В. Винтера) — бывшая государственная районная электростанция в г. Балахна Нижегородской области (НиГРЭС), одна из старейших в России, построенная по плану ГОЭЛРО. В 1933 году, после переименования города Нижнего Новгорода в город Горький станция получила название ГоГРЭС, в 1991 году станции возвращено прежнее наименование. Вошла в состав акционерного общества «Волга» в 2015 году.

## История
Строительство началось по плану ГОЭЛРО, принятому в 1920 году на VIII Всероссийском съезде Советов, в котором Нижегородская ГРЭС значилась под номером 4. Местом строительства была выбрана пойма р. Железницы возле Балахны. Как и все основные электростанции, входящие в план ГОЭЛРО, нижегородская была рассчитана на использование торфяного топлива.
Строительство станции началось в 1921 году. Пробный пуск Нижегородской (Балахнинской) электростанции состоялся 26 июля 1925 года, а 6 сентября 1925 года был включён первый турбогенератор. Установленная мощность первой очереди составляла 20 МВт. Электростанция дала ток потребителям электроэнергии Нижнего Новгорода, Сормова, Канавино. Источником топлива послужили близлежащие торфяные месторождения «Черная Рамень», на которых было организовано крупное торфопредприятие с центром в поселке Гидроторф и обширной Балахнинско-Шуйской сетью узкоколейных железных дорог. К 1933 году станция достигла проектной мощности в 204 МВт и стала крупнейшей электростанцией, работающей на торфе.
В годы первых пятилеток НиГРЭС стала основой развития и реконструкции Нижнего Новгорода, Балахны, Дзержинска, Павлова. Энергию ГоГРЭС использовали вновь построенные предприятия: Горьковский автомобильный завод, авиазавод №21, завод «Новое Сормово», Балахнинский бумажный комбинат и комплекс химических предприятий в районе Дзержинска. Для передачи электроэнергии в заокские районы области в 1927 - 1929 гг. по проекту инженера Шухова, были построены уникальные башни линий электропередачи.
Во время Великой Отечественной войны ГоГРЭС была важнейшим стратегическим объектом промышленного района, однако бомбардировок ее немецкой авиацией не проводилось, несмотря на то что город Горький подвергся самым мощным бомбардировочным ударам, когда либо нанесенным по тыловым городам СССР. О месторасположении ГоГРЭС было хорошо известно, станция регулярно фотографировалась с немецких самолетов-разведчиков, о ее значимости и устройстве в Германии было хорошо известно, так как на ГоГРЭС работали турбогенераторы фирмы «Siemens», установленные немецкими инженерами. Противовоздушная оборона электростанции, по утверждению российских историков, также была из рук вон плохая и состояла только из двух зенитных батарей. Воздействие ограничилось бомбардировкой отходящих ЛЭП, что приводило к толчкам короткого замыкания на станции и временным отключениям потребителей.
В 1949—1958 годах на станции была произведена установка агрегатов высокого давления и реконструкция топливоподачи с переводом сжигания топлива в пылевидном состоянии.
ГоГРЭС являлась ключевым источником электроэнергии в регионе до заполнения Горьковского водохранилища и начала эксплуатации Нижегородской ГЭС во второй половине 1950-х. Нижегородская ГЭС в несколько раз превысила мощность ГоГРЭС.
В 1962—1969 годах — постройка нового главного корпуса — пяти котлов высокого давления суммарной производительностью 1050 тонн пара в час и двух турбин мощностью по 34 МВт каждая. Это способствовало переводу на централизованноe теплоснабжение промышленных предприятий и населения города Балахны и пос. Правдинск.
После пожаров местных торфяных месторождений станция стала испытывать дефицит топлива (торфа), и в 1983—1984 годах была произведена очередная реконструкции по переводу её на газовое топливо (резервное — мазут), модернизированы 5 и построены 2 новых энергетических котлов суммарной производительностью 740 т/ч, турбины мощностью 80 МВт, два пиковых водогрейных котлов теплопроизводительностью 100 Гкал/ч.
В 2008 году НПО «Сатурн» заключило договор с ОАО «ТГК-6» на поставку шести ГТД-110 и вспомогательного оборудования для строительства трёх ПГУ-325 на Нижегородской ГРЭС. Однако этот проект так и не был реализован. В 2014 году устаревшая ГРЭС была продана основному потребителю тепла — Балахнинскому бумкомбинату «Волга» и с тех пор стала энергетическим комплексом АО «Волга».
За реализацию этого инвестпроекта бумкомбинат «Волга» был отмечен наградой в региональном конкурсе «Инвестиционный проект года-2014» в сфере промышленного производства.